# Rob LaBelle
Rob LaBelle (Minneapolis, 2 agosto 1962) è un attore statunitense.

## Filmografia parziale

### Cinema
- Poison, regia di Todd Haynes (1991)
- La gatta e la volpe (Man Trouble), regia di Bob Rafelson (1992)
- Maledetta ambizione (The Temp), regia di Tom Holland (1993)
- Tina - What's Love Got to Do with It (What's Love Got to Do with It), regia di Brian Gibson (1993)
- Nightmare - Nuovo incubo (Wes Craven's New Nightmare), regia di Wes Craven (1994)
- Ciao Julia, sono Kevin (Speechless), regia di Ron Underwood (1994)
- City Hall, regia di Harold Becker (1996)
- L'omicidio nella mente (Murder in Mind), regia di Andrew Morahan (1997)
- Jack Frost, regia di Michael Cooney (1997)
- Goodbye Lover, regia di Roland Joffé (1998)
- Hoods - Affari di famiglia (Hoods), regia di Mark Malone (1998)
- Memorial Day, regia di Worth Keeter (1998)
- The Burial Society, regia di Nicholas Racz (2002)
- Bob - Un maggiordomo tutto fare (Bob the Butler), regia di Gary Sinyor (2005)
- Caos (Chaos), regia di Tony Giglio (2005)
- Vita da camper (RV), regia di Barry Sonnenfeld (2006)
- Fido, regia di Andrew Currie (2006)
- Nobody Special, regia di Robert Kirbyson - cortometraggio (2008)
- Watchmen, regia di Zack Snyder (2009)
- Personal Effects, regia di David Hollander (2009)
- Diario di una schiappa (Diary of a Wimpy Kid), regia di Thor Freudenthal (2010)
- The Possession, regia di Ole Bornedal (2012)
- Mr. Sumbody, regia di Trevor Mirosh - cortometraggio (2014)
- Little Pink House, regia di Courtney Balaker (2017)
- Un viaggio a quattro zampe (A Dog's Way Home), regia di Charles Martin Smith (2019)

### Televisione
- In viaggio nel tempo (Quantum Leap) – serie TV, episodio 4x13 (1992)
- X-Files (The X Files) – serie TV, episodio 1x07 (1993)
- Lois & Clark - Le nuove avventure di Superman (Lois & Clark: The New Adventures of Superman) – serie TV, episodi 3x05 (1995)
- Star Trek: Voyager – serie TV, episodi 1x13 - 3x05 - 7x23 (1995-2001)
- Dark Angel – serie TV, episodi 1x12 - 2x03 (2001)
- Detective Monk (Monk) – serie TV, episodi 1x01-1x02 (2002)
- Smallville – serie TV, episodi 2x14 - 2x17 - 2x22 (2003)
- Da Vinci's Inquest – serie TV, 5 episodi (2003-2004)
- Eureka – serie TV, episodi 1x01 - 1x02 (2006)
- 4400 (The 4400) – serie TV, episodi 2x01 - 3x05 - 4x02 (2005-2007)
- Stargate Atlantis – serie TV episodio 1x17 (2008)
- Supernatural – serie TV, episodi 4x22 (2009)
- Psych – serie TV, episodi 5x11 (2010)
- L'uomo nell'alto castello (The Man in the High Castle) – serie TV, episodi 1x02 - 1x03 (2015)
- Una serie di sfortunati eventi (A Series of Unfortunate Events) – serie TV, episodi 1x05 - 1x06 - 3x06 (2017-2019)
- High Potential – serie TV, episodio 1x01 (2024-in produzione)

## Doppiatori italiani
Nelle versioni in italiano delle opere in cui ha recitato, Rob LaBelle è stato doppiato da:
- Franco Mannella in Smallville,[2] Watchmen[3]
- Paolo Maria Scalondro in X-Files[4]
- Giovanni Petrucci in Tina - What's Love Got to Do With It
- Oliviero Dinelli in Bob un maggiordomo tutto fare[5]
- Angelo Maggi in Mental[6]
- Marco Mete in Psych[7]
- Mario Cordova in Motive[8]
- Gianluca Tusco in Perception[9]
- Emilio Mauro Barchiesi ne L'uomo nell'alto castello[10]
- Sergio Lucchetti in Lost in Space[11]
- Daniele Valenti in High Potential